# Felix Weil
Lucio Felix José Weil (* 8. Februar 1898 in Buenos Aires, Argentinien; † 18. September 1975 in Dover, Delaware, USA) war ein deutsch-argentinischer Marxist und Mäzen. Er unterstützte „sozialistische Gelehrte, linke Theatermacher, Buchverleger und Künstler, beteiligte sich an avantgardistischen Kinoproduktionen und politischen Wissenschaftspublikationen, ließ zur Geschichte der Arbeiter- und Sozialbewegungen forschen und sammeln und baute eine wertvolle marxistische Spezialbibliothek auf [...].“ Bekannt ist er insbesondere als Finanzier des Frankfurter Instituts für Sozialforschung (IfS).

## Leben

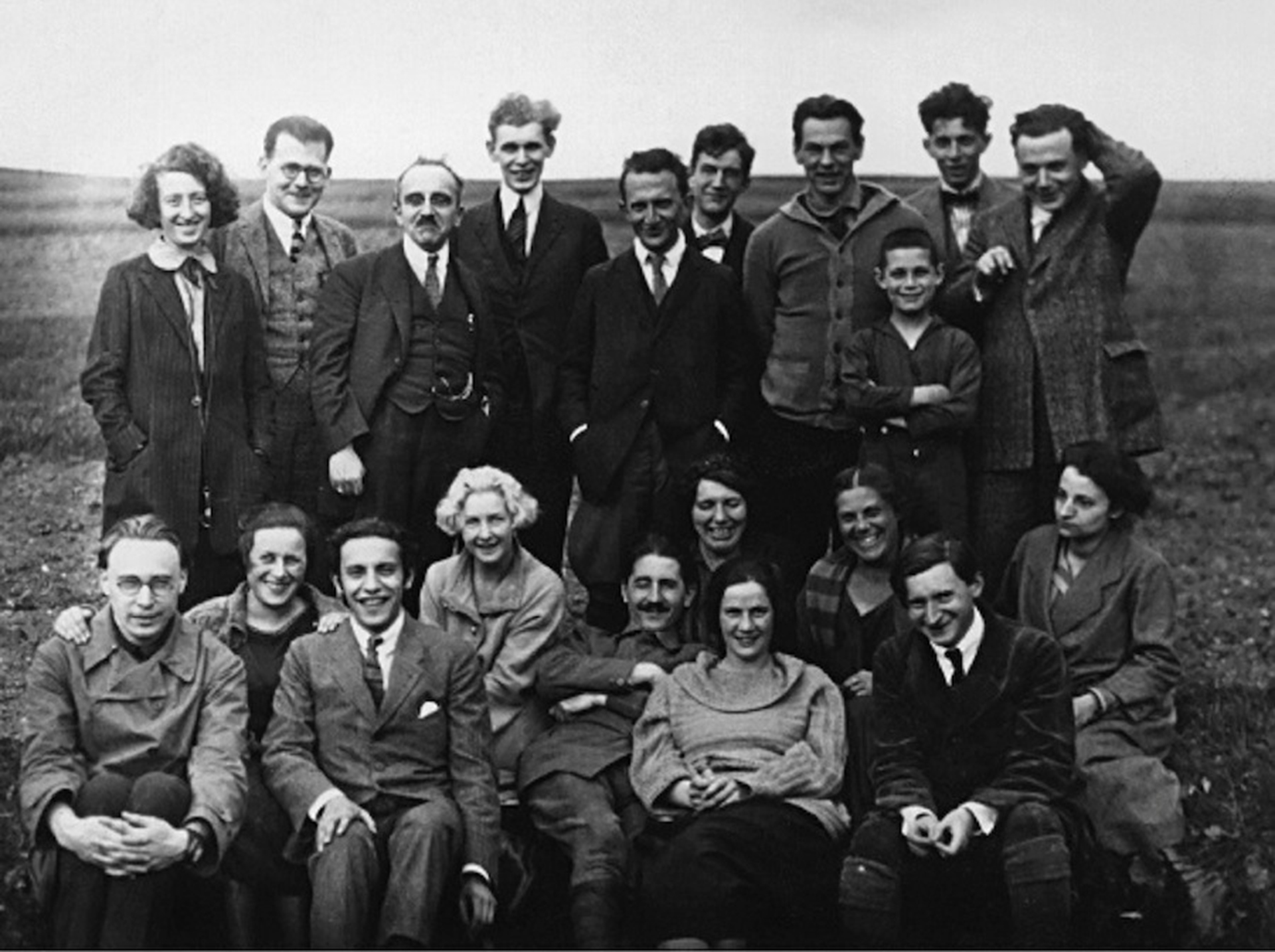
Weil in Geraberg (stehend, 2. von rechts, 1923)

Felix Weil war der Sohn und Erbe des deutsch-jüdischen Unternehmers Hermann Weil und dessen Ehefrau Rosa, geb. Weismann. Bereits mit neun Jahren war er Schüler des Goethe-Gymnasiums und studierte danach Nationalökonomie in Tübingen und Frankfurt am Main. 1919 wurde ihm die Promotion in Tübingen auf Grund seines revolutionär orientierten politischen Engagements verboten. So promovierte er in Frankfurt am Main über den Begriff der Sozialisierung. Wie Theodor W. Adorno gehörte er „zur Generation der um die Jahrhundertwende geborenen und aus bürgerlichen, meist jüdischen Familien stammenden Intellektuellen, die in den 1920er Jahren von einem philosophischen Marxismus jenseits der Arbeiterparteien angezogen wurden“. Er lernte Karl Korsch kennen und befasste sich mit der marxistischen Wirtschaftstheorie.
Felix Weil heiratete Käthe Bachert und zog für ein Jahr in sein Geburtsland Argentinien. Die beiden waren von 1921 bis 1929 verheiratet. Er war fünfmal verheiratet. 
1923 finanzierte Weil die von Karl Korsch angeregte Erste Marxistische Arbeitswoche in Geraberg (Thüringen), er unterstützte Richard Sorge bei deren Vorbereitung. An der Marxistischen Arbeitswoche nahmen zahlreiche namhafte Marxisten der 1920er Jahre teil, darunter Georg Lukács, Karl Korsch, Karl August Wittfogel und Friedrich Pollock. Bei diesem Treffen wurde der wissenschaftliche Grundstein des kurz zuvor gegründeten Instituts für Sozialforschung gelegt.

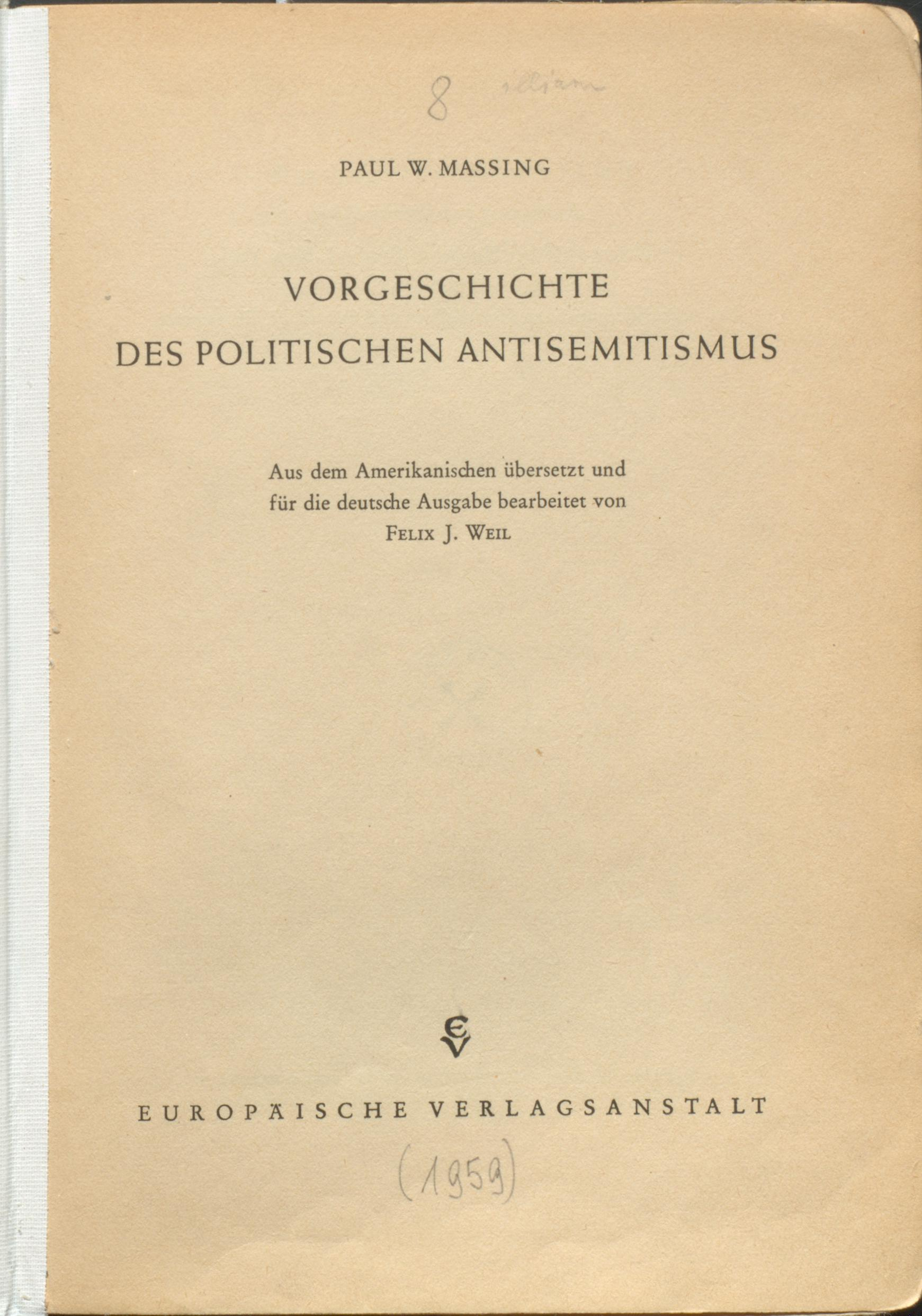
Felix J. Weil als Übersetzer (1959)

Felix Weil setzte große Teile seines Erbes für die Förderung wissenschaftlicher sozialistischer Theoriebildung ein und war 1924 Mitgründer des Instituts für Sozialforschung in Frankfurt am Main. Ihre Hauptexponenten und deren Lehren wurden später als Frankfurter Schule berühmt. Im Oktober 1924 wurde Felix Weils Sohn Frank E. G. Weil (1924–2001) geboren. Nach dem Tode seines Vaters im Jahre 1927 förderte Felix Weil zudem zahlreiche linke Kulturinitiativen in Berlin. 1935 überschrieb Weil der Stiftung des Institutes für Sozialforschung sein Vermögen. Dadurch sicherte er dessen Fortbestand als Institute for Social Research (ISR) nach der Verlegung nach New York. Er übersetzte auch Paul W. Massings Standardwerk Rehearsal for Destruction: A Study Of Political Anti-Semitism in Imperial Germany in die deutsche Sprache. Der Holocaust stellte für Weil einen Wendepunkt dar, insofern die Ursprünge und die Gefahr des Antisemitismus nun einen wichtigen Platz in seinem Werk einnahmen. Auch publizierte er ab 1943 stets unter dem Namen Felix J. Weil. Die Vermutung liegt nahe, dass er sich damit zum deutschen Judentum bekennen wollte, war der Vorname José doch vom Vornamen seines jüdisch-orthodoxen deutschen Großvaters Joseph entlehnt.
Ab 1945 lebte Felix Weil dauerhaft in Kalifornien.
Der frühere Mäzen Weil war an seinem Lebensabend gezwungen, einer bezahlten Beschäftigung nachzugehen. Er wählte eine angesichts seiner politischen Biographie ungewöhnliche Tätigkeit und unterrichtete von 1969 bis 1973 auf der Ramstein Air Base im Range eines Majors Soldaten der United States Air Force über das Steuerwesen und kommunale Haushaltsfragen, um sie auf das Zivilleben vorzubereiten. Nach seiner Rückkehr in die USA lehrte er, abermals in Uniform, Geschichte der Luftfahrt auf der Dover Air Force Base an seinem Wohnort.

„Die Vorstellung, dass 1975 ein Marxist in der Verkleidung eines US-Offiziers den jungen Kadetten der Civil Air Patrol die durch Weltkriege und Kalten Krieg ausgelösten globalen politischen Verschiebungen am Beispiel der Luftfahrtgeschichte erklärte, gehört zu den Eigentümlichkeiten dieser ideologiegetränkten Zeit und ist das passende Schlussbild am Ende eines widersprüchlichen Lebens.“

Felix Weil erlag am 18. September 1975 in Dover (Delaware) einem Herzinfarkt. An seinen bereits 1971 begonnenen Memoiren hatte er bis zu seinem Tod noch gearbeitet; sie sind nie fertiggestellt oder publiziert worden. Die Autobiografie lag dem Fischer-Verlag in Frankfurt vor. Dieser lehnte eine Veröffentlichung nach Weils Tod ab. (s. Hans-Peter Gruber: "Aus der Art geschlagen".) Teile davon lagern heute im Frankfurter Institut für Stadtgeschichte.

## Ehrungen
Anlässlich seines 65. Geburtstages wurde Felix Weil 1963 mit der Ehrenplakette der Stadt Frankfurt am Main ausgezeichnet. Aus dem gleichen Anlass wurde in der Eingangshalle des IfS ein Bronzerelief mit Weils Porträt angebracht. 1970 und 1973 weilte er auf Einladung von Iring Fetscher beziehungsweise des IfS zu Vorträgen in Frankfurt.